# Aldea del Obispo
Aldea del Obispo é um município raiano da Espanha na província de Salamanca, comunidade autónoma de Castela e Leão, de área 42,05 km² com população de 372 habitantes (2004) e densidade populacional de 8,85 hab/km².

## Demografia
| Variação demográfica do município entre 1991 e 2004 | Variação demográfica do município entre 1991 e 2004 | Variação demográfica do município entre 1991 e 2004 | Variação demográfica do município entre 1991 e 2004 |
| --------------------------------------------------- | --------------------------------------------------- | --------------------------------------------------- | --------------------------------------------------- |
| 1991                                                | 1996                                                | 2001                                                | 2004                                                |
| 423                                                 | 434                                                 | 379                                                 | 372                                                 |